# Miguel Fleta
Miguel Fleta, född 1 december 1897, död 28 maj 1938, var en spansk operasångare (tenor).
Fleta studerade musik i Spanien och Italien, debuterade på operan i Triest och sjöng sedan hela sin repertoar på Kungliga teatern i Madrid. Fleta var från 1922 knuten till Metropolitan Opera i New York.